# Hylomyscus endorobae
Hylomyscus endorobae is een knaagdier uit het geslacht Hylomyscus.

## Verspreiding
Deze soort komt voor in de bergen van Zuidwest-Kenia, waaronder Mount Kenya en de Aberdare-bergen, op 2135 tot 3260 m hoogte. 

## Soortenbeschrijving
Deze soort wordt (samen met Hylomyscus vulcanorum en Hylomyscus denniae) tot de H. denniae-groep gerekend; tot 2006 werd H. endorobae zelfs tot H. denniae gerekend. Er is ook weleens gesuggereerd dat H. endorobae in feite bij Praomys hoort, maar dat wordt tegenwoordig niet meer ondersteund. Deze soort heeft grotere kiezen en is donkerder gekleurd dan H. denniae.